# Wilhelm Jentzsch
Wilhelm Jentzsch (* 3. August 1910 in Kiel; † 21. Juli 1989 ebenda) war ein deutscher Geschäftsführer und Politiker (FDP).

## Leben und Beruf
Wilhelm Jentzsch, Sohn von Johanne Jentzsch, geborene Hansen, und ihrem Mann, dem Marine-Stabsingenieur Hermann Jentzsch, studierte nach dem Besuch der Realgymnasien in Kiel und Wilhelmshaven und dem Abitur von 1929 bis 1933 Rechtswissenschaften in Kiel, Kopenhagen und Greifswald. In Greifswald wurde er 1935 zum Dr. jur. promoviert. Danach war er von 1936 bis 1939 als kaufmännischer und juristischer Sachbearbeiter in Kiel (Deutsche Werke Kiel AG und Hagenuk GmbH) und Berlin (Siemens & Halske AG) tätig. Von 1939 bis 1945 leistete er Wehrdienst, nahm als Soldat am Zweiten Weltkrieg teil und geriet zuletzt in französische Kriegsgefangenschaft, aus der er 1947 entlassen wurde.
Von 1948 bis 1950 war Jentzsch als Abteilungsleiter der Sunlicht-Ges. AG bzw. Margarine-Union AG in Hamburg und als Syndikus und Prokurist der ILO-Werke GmbHG in Pinneberg beschäftigt. Von 1957 bis 1967 war er Vorstandsvorsitzender der Kieler Verkehrs-AG, von 1965 bis 1967 Geschäftsführer der Versorgung und Verkehr Kiel GmbH.
Jentzsch war evangelisch, zuletzt verwitwet und hatte zwei Kinder.

## Partei
Jentzsch trat bereits zum 1. August 1932 in die NSDAP ein (Mitgliedsnummer 1.273.455), dann 1953 der FDP in Schleswig-Holstein bei. 1958–1960 war er Mitglied im FDP-Bundesvorstand.

## Abgeordneter
Jentzsch gehörte dem Deutschen Bundestag von 1953 bis 1957 an. Anschließend war er von 1958 bis 1979 Verwaltungsratsmitglied der Deutschen Bundespost. Im Jahr 1979 erhielt der Rotarier das Große Bundesverdienstkreuz.